# Élections municipales de 2014 dans les Hauts-de-Seine
Pour un article plus général, voir Élections municipales françaises de 2014.
Les élections municipales de 2014 dans le département des Hauts-de-Seine se déroulent, comme partout en France, les 23 et 30 mars 2014.
L'ensemble des informations concernant les listes et les candidats de cette élection, dans ce département comme pour l'ensemble des départements de France, est publié sur un site officiel du ministère de l'Intérieur.

## Maires sortants et maires élus
Le scrutin est marqué par quelques changements notables. La gauche perd Asnières-sur-Seine, Clamart, Colombes et Fontenay-aux-Roses. La droite renforce ses acquis tandis que les centristes confirment leurs positions dans leurs mairies de Bourg-la-Reine, Issy-les-Moulineaux, Meudon, Montrouge, Neuilly-sur-Seine, Sceaux, Vanves et Ville d'Avray.
| Commune               | Population | Maire sortant              | Parti | Parti | Maire élu                 | Parti | Parti |
| --------------------- | ---------- | -------------------------- | ----- | ----- | ------------------------- | ----- | ----- |
| Antony                | 62 012     | Jean-Yves Sénant           |       | UMP   | Jean-Yves Sénant          |       | UMP   |
| Asnières-sur-Seine    | 83 376     | Sébastien Pietrasanta      |       | PS    | Manuel Aeschlimann        |       | UMP   |
| Bagneux               | 38 002     | Marie-Hélène Amiable       |       | FG    | Marie-Hélène Amiable      |       | FG    |
| Bois-Colombes         | 28 927     | Yves Révillon              |       | UMP   | Yves Révillon             |       | UMP   |
| Boulogne-Billancourt  | 116 220    | Pierre-Christophe Baguet   |       | UMP   | Pierre-Christophe Baguet  |       | UMP   |
| Bourg-la-Reine        | 19 982     | Jean-Noël Chevreau         |       | UDI   | Jean-Noël Chevreau        |       | UDI   |
| Châtenay-Malabry      | 32 083     | Georges Siffredi           |       | UMP   | Georges Siffredi          |       | UMP   |
| Châtillon             | 33 405     | Jean-Pierre Schosteck      |       | UMP   | Jean-Pierre Schosteck     |       | UMP   |
| Chaville              | 18 852     | Jean-Jacques Guillet       |       | UMP   | Jean-Jacques Guillet      |       | UMP   |
| Clamart               | 52 731     | Philippe Kaltenbach        |       | PS    | Jean-Didier Berger        |       | UMP   |
| Clichy                | 59 458     | Gilles Catoire             |       | PS    | Gilles Catoire            |       | PS    |
| Colombes              | 85 102     | Philippe Sarre             |       | PS    | Nicole Goueta             |       | UMP   |
| Courbevoie            | 88 530     | Jacques Kossowski          |       | UMP   | Jacques Kossowski         |       | UMP   |
| Fontenay-aux-Roses    | 23 288     | Pascal Buchet              |       | PS    | Laurent Vastel            |       | DVD   |
| Garches               | 18 118     | Jacques Gautier            |       | UMP   | Jacques Gautier           |       | UMP   |
| Gennevilliers         | 41 930     | Jacques Bourgoin           |       | FG    | Patrice Leclerc           |       | FG    |
| Issy-les-Moulineaux   | 65 326     | André Santini              |       | UDI   | André Santini             |       | UDI   |
| La Garenne-Colombes   | 28 297     | Philippe Juvin             |       | UMP   | Philippe Juvin            |       | UMP   |
| Le Plessis-Robinson   | 28 113     | Philippe Pemezec           |       | UMP   | Philippe Pemezec          |       | UMP   |
| Levallois-Perret      | 64 629     | Patrick Balkany            |       | UMP   | Patrick Balkany           |       | UMP   |
| Malakoff              | 30 768     | Catherine Margaté          |       | FG    | Catherine Margaté         |       | FG    |
| Marnes-la-Coquette    | 1 659      | Christiane Barody-Weiss    |       | UMP   | Christiane Barody-Weiss   |       | UMP   |
| Meudon                | 45 010     | Hervé Marseille            |       | UDI   | Hervé Marseille           |       | UDI   |
| Montrouge             | 48 710     | Jean-Loup Metton           |       | UDI   | Jean-Loup Metton          |       | UDI   |
| Nanterre              | 89 476     | Patrick Jarry              |       | FG    | Patrick Jarry             |       | FG    |
| Neuilly-sur-Seine     | 61 797     | Jean-Christophe Fromantin  |       | UDI   | Jean-Christophe Fromantin |       | UDI   |
| Puteaux               | 44 683     | Joëlle Ceccaldi-Raynaud    |       | UMP   | Joëlle Ceccaldi-Raynaud   |       | UMP   |
| Rueil-Malmaison       | 79 855     | Patrick Ollier             |       | UMP   | Patrick Ollier            |       | UMP   |
| Saint-Cloud           | 29 194     | Éric Berdoati              |       | UMP   | Éric Berdoati             |       | UMP   |
| Sceaux                | 19 930     | Philippe Laurent           |       | UDI   | Philippe Laurent          |       | UDI   |
| Sèvres                | 23 278     | François Kosciusko-Morizet |       | UMP   | Grégoire de La Roncière   |       | DVD   |
| Suresnes              | 46 876     | Christian Dupuy            |       | UMP   | Christian Dupuy           |       | UMP   |
| Vanves                | 27 022     | Bernard Gauducheau         |       | UDI   | Bernard Gauducheau        |       | UDI   |
| Vaucresson            | 8 612      | Virginie Michel-Paulsen    |       | UMP   | Virginie Michel-Paulsen   |       | UMP   |
| Ville-d'Avray         | 10 733     | Denis Badré                |       | MoDem | Denis Badré               |       | MoDem |
| Villeneuve-la-Garenne | 25 644     | Alain-Bernard Boulanger    |       | UMP   | Alain-Bernard Boulanger   |       | UMP   |

### Résultats en nombre de maires
| Partis       | Partis                               | Maires sortants | Maires élus | Évolution |
| ------------ | ------------------------------------ | --------------- | ----------- | --------- |
|              | Parti socialiste                     | 5               | 1           | -4        |
|              | Parti communiste français            | 4               | 4           | -         |
| Total gauche | Total gauche                         | 9               | 5           | -4        |
|              | Union pour un mouvement populaire    | 19              | 21          | +2        |
|              | Union des démocrates et indépendants | 7               | 7           | -         |
|              | MoDem                                | 1               | 1           | -         |
|              | Divers droite                        | 0               | 2           | +2        |
| Total droite | Total droite                         | 27              | 31          | +4        |
| Total        | Total                                | 36              | 36          | -         |

## Résultats dans toutes les communes

### Antony
- Maire sortant : Jean-Yves Sénant (UMP)
- 49 sièges à pourvoir au conseil municipal (population légale 2011 : 62 012 habitants)
- 18 sièges à pourvoir au conseil communautaire (Métropole du Grand Paris)

|                          | Jean-Yves Sénant * | UMP            | 13 746 | 62,01  | 41 | 15 |  |  |
|                          | François Rivet     | PS-PCF-EELV    | 4 794  | 21,62  | 5  | 2  |  |  |
|                          | François Meunier   | FG             | 2 006  | 9,04   | 2  | 1  |  |  |
|                          | Mireille Bugat     | SE             | 1 621  | 7,31   | 1  |    |  |  |
|                          |                    |                |        |        |    |    |  |  |
| Inscrits                 | Inscrits           | Inscrits       | 41 242 | 100,00 |    |    |  |  |
| Abstentions              | Abstentions        | Abstentions    | 17 812 | 43,19  |    |    |  |  |
| Votants                  | Votants            | Votants        | 23 430 | 56,81  |    |    |  |  |
| Blancs et nuls           | Blancs et nuls     | Blancs et nuls | 1 263  | 5,39   |    |    |  |  |
| Exprimés                 | Exprimés           | Exprimés       | 22 167 | 94,61  |    |    |  |  |
| * Liste du maire sortant |                    |                |        |        |    |    |  |  |

### Asnières-sur-Seine
- Maire sortant : Sébastien Pietrasanta (PS)
- 53 sièges à pourvoir au conseil municipal (population légale 2011 : 83 376 habitants)

| Tête de liste            | Tête de liste           | Liste          | Premier tour | Premier tour | Second tour | Second tour | Sièges | Sièges |
| Tête de liste            | Tête de liste           | Liste          | Voix         | %            | Voix        | %           | CM     |        |
| ------------------------ | ----------------------- | -------------- | ------------ | ------------ | ----------- | ----------- | ------ | ------ |
|                          | Sébastien Pietrasanta * | PS-PCF-EELV    | 9 287        | 35,48        | 13 481      | 49,87       | 13     |        |
|                          | Blanche Mühlmann        | MoDem          | 1 384        | 5,29         | 13 481      | 49,87       | 13     |        |
|                          | Manuel Aeschlimann      | UMP-UDI        | 9 021        | 34,47        | 13 551      | 50,13       | 40     |        |
|                          | Josiane Fischer         | DVD            | 1 712        | 6,54         | 13 551      | 50,13       | 40     |        |
|                          | Cyrille Dechenoix       | DVD            | 3 163        | 12,08        |             |             |        |        |
|                          | Henri Massol            | SE             | 1 027        | 3,92         |             |             |        |        |
|                          | Francis Pourbagher      | SE             | 579          | 2,21         |             |             |        |        |
|                          |                         |                |              |              |             |             |        |        |
| Inscrits                 | Inscrits                | Inscrits       | 46 353       | 100,00       | 46 353      | 100,00      |        |        |
| Abstentions              | Abstentions             | Abstentions    | 19 310       | 41,66        | 17 760      | 38,31       |        |        |
| Votants                  | Votants                 | Votants        | 27 043       | 58,34        | 28 593      | 61,69       |        |        |
| Blancs et nuls           | Blancs et nuls          | Blancs et nuls | 870          | 3,22         | 1 561       | 5,46        |        |        |
| Exprimés                 | Exprimés                | Exprimés       | 26 173       | 96,78        | 27 032      | 94,54       |        |        |
| * Liste du maire sortant |                         |                |              |              |             |             |        |        |

### Bagneux
- Maire sortant : Marie-Hélène Amiable (FG)
- 39 sièges à pourvoir au conseil municipal (population légale 2011 : 38 002 habitants)
- 13 sièges à pourvoir au conseil communautaire (Métropole du Grand Paris)

|                          | Marie-Hélène Amiable * | PCF-PS-EELV    | 6 501  | 61,44  | 32 | 11 |  |  |
|                          | Olivier Sueur          | UMP            | 3 607  | 34,09  | 7  | 2  |  |  |
|                          | Franck Rollot          | EXG            | 257    | 2,42   |    |    |  |  |
|                          | Dominique Teixeira     | EXG            | 215    | 2,03   |    |    |  |  |
|                          |                        |                |        |        |    |    |  |  |
| Inscrits                 | Inscrits               | Inscrits       | 21 259 | 100,00 |    |    |  |  |
| Abstentions              | Abstentions            | Abstentions    | 10 199 | 47,97  |    |    |  |  |
| Votants                  | Votants                | Votants        | 11 060 | 52,03  |    |    |  |  |
| Blancs et nuls           | Blancs et nuls         | Blancs et nuls | 480    | 4,34   |    |    |  |  |
| Exprimés                 | Exprimés               | Exprimés       | 10 580 | 95,66  |    |    |  |  |
| * Liste du maire sortant |                        |                |        |        |    |    |  |  |

### Bois-Colombes
- Maire sortant : Yves Révillon (UMP)
- 35 sièges à pourvoir au conseil municipal (population légale 2011 : 28 927 habitants)

|                          | Yves Révillon * | UMP-UDI        | 6 130  | 68,55  | 30 |  |  |  |
|                          | Isabelle Dahan  | PS             | 2 134  | 23,86  | 4  |  |  |  |
|                          | David Mbanza    | EELV           | 678    | 7,58   | 1  |  |  |  |
|                          |                 |                |        |        |    |  |  |  |
| Inscrits                 | Inscrits        | Inscrits       | 17 245 | 100,00 |    |  |  |  |
| Abstentions              | Abstentions     | Abstentions    | 7 870  | 45,64  |    |  |  |  |
| Votants                  | Votants         | Votants        | 9 375  | 54,36  |    |  |  |  |
| Blancs et nuls           | Blancs et nuls  | Blancs et nuls | 433    | 4,62   |    |  |  |  |
| Exprimés                 | Exprimés        | Exprimés       | 8 942  | 95,38  |    |  |  |  |
| * Liste du maire sortant |                 |                |        |        |    |  |  |  |

### Boulogne-Billancourt
- Maire sortant : Pierre-Christophe Baguet (UMP)
- 55 sièges à pourvoir au conseil municipal (population légale 2011 : 116 220 habitants)
- 20 sièges à pourvoir au conseil communautaire (Métropole du Grand Paris)

| Tête de liste            | Tête de liste              | Liste                | Premier tour | Premier tour | Second tour | Second tour | Sièges | Sièges |
| Tête de liste            | Tête de liste              | Liste                | Voix         | %            | Voix        | %           | CM     | CC     |
| ------------------------ | -------------------------- | -------------------- | ------------ | ------------ | ----------- | ----------- | ------ | ------ |
|                          | Pierre-Christophe Baguet * | UMP-UDI-MoDem-NC-PCD | 18 744       | 48,75        | 20 641      | 57,84       | 44     | 16     |
|                          | Pierre-Mathieu Duhamel     | DVD                  | 10 731       | 27,91        | 9 534       | 26,72       | 7      | 3      |
|                          | Pierre Gaborit             | PS-EELV-MRC          | 5 269        | 13,70        | 5 506       | 15,43       | 4      | 1      |
|                          | Julien Dufour              | FN                   | 2 378        | 6,18         |             |             |        |        |
|                          | Isabelle Goïtia            | FG                   | 1 321        | 3,44         |             |             |        |        |
|                          |                            |                      |              |              |             |             |        |        |
| Inscrits                 | Inscrits                   | Inscrits             | 72 373       | 100,00       | 72 373      | 100,00      |        |        |
| Abstentions              | Abstentions                | Abstentions          | 32 909       | 45,47        | 35 624      | 49,22       |        |        |
| Votants                  | Votants                    | Votants              | 39 464       | 54,53        | 36 749      | 50,78       |        |        |
| Blancs et nuls           | Blancs et nuls             | Blancs et nuls       | 1 021        | 2,59         | 1 068       | 2,91        |        |        |
| Exprimés                 | Exprimés                   | Exprimés             | 38 443       | 97,41        | 35 681      | 97,09       |        |        |
| * Liste du maire sortant |                            |                      |              |              |             |             |        |        |

### Bourg-la-Reine
- Maire sortant : Jean-Noël Chevreau (UDI)
- 33 sièges à pourvoir au conseil municipal (population légale 2011 : 19 982 habitants)
- 6 sièges à pourvoir au conseil communautaire (Métropole du Grand Paris)

| Tête de liste            | Tête de liste        | Liste          | Premier tour | Premier tour | Second tour | Second tour | Sièges | Sièges |
| Tête de liste            | Tête de liste        | Liste          | Voix         | %            | Voix        | %           | CM     | CC     |
| ------------------------ | -------------------- | -------------- | ------------ | ------------ | ----------- | ----------- | ------ | ------ |
|                          | Jean-Noël Chevreau * | UMP-UDI        | 3 828        | 47,98        | 4 008       | 49,74       | 25     | 5      |
|                          | Denis Peschanski     | PS-EÉLV-MRC    | 2 840        | 35,60        | 3 358       | 41,67       | 7      | 1      |
|                          | Henri Thelliez       | DVD            | 864          | 10,83        | 691         | 8,57        | 1      |        |
|                          | Pierre Ouzoulias     | FG             | 445          | 5,57         |             |             |        |        |
|                          |                      |                |              |              |             |             |        |        |
| Inscrits                 | Inscrits             | Inscrits       | 13 747       | 100,00       | 13 747      | 100,00      |        |        |
| Abstentions              | Abstentions          | Abstentions    | 5 532        | 40,24        | 5 440       | 39,57       |        |        |
| Votants                  | Votants              | Votants        | 8 215        | 59,76        | 8 307       | 60,43       |        |        |
| Blancs et nuls           | Blancs et nuls       | Blancs et nuls | 238          | 2,90         | 250         | 3,01        |        |        |
| Exprimés                 | Exprimés             | Exprimés       | 7 977        | 97,10        | 8 057       | 96,99       |        |        |
| * Liste du maire sortant |                      |                |              |              |             |             |        |        |

### Châtenay-Malabry
- Maire sortant : Georges Siffredi (UMP)
- 39 sièges à pourvoir au conseil municipal (population légale 2011 : 32 083 habitants)
- 9 sièges à pourvoir au conseil communautaire (Métropole du Grand Paris)

|                          | Georges Siffredi * | UMP-UDI        | 6 784  | 66,60  | 34 | 8 |  |  |
|                          | Sylvie Delaune     | PS-PCF-EELV    | 2 317  | 22,74  | 4  | 1 |  |  |
|                          | Geneviève Colomer  | FG             | 904    | 8,87   | 1  |   |  |  |
|                          | Delfina De Matos   | DVG            | 180    | 1,76   |    |   |  |  |
|                          |                    |                |        |        |    |   |  |  |
| Inscrits                 | Inscrits           | Inscrits       | 18 801 | 100,00 |    |   |  |  |
| Abstentions              | Abstentions        | Abstentions    | 7 940  | 42,23  |    |   |  |  |
| Votants                  | Votants            | Votants        | 10 861 | 57,77  |    |   |  |  |
| Blancs et nuls           | Blancs et nuls     | Blancs et nuls | 676    | 6,22   |    |   |  |  |
| Exprimés                 | Exprimés           | Exprimés       | 10 185 | 93,78  |    |   |  |  |
| * Liste du maire sortant |                    |                |        |        |    |   |  |  |

### Châtillon
- Maire sortant : Jean-Pierre Schosteck (UMP)
- 39 sièges à pourvoir au conseil municipal (population légale 2011 : 33 405 habitants)
- 6 sièges à pourvoir au conseil communautaire (Métropole du Grand Paris)

|                          | Jean-Pierre Schosteck * | UMP-UDI        | 7 403  | 56,36  | 31 | 5 |  |  |
|                          | Martine Gouriet         | PS             | 4 768  | 36,30  | 7  | 1 |  |  |
|                          | Blanche Doucet          | FN             | 962    | 7,32   | 1  |   |  |  |
|                          |                         |                |        |        |    |   |  |  |
| Inscrits                 | Inscrits                | Inscrits       | 21 827 | 100,00 |    |   |  |  |
| Abstentions              | Abstentions             | Abstentions    | 8 154  | 37,36  |    |   |  |  |
| Votants                  | Votants                 | Votants        | 13 673 | 62,64  |    |   |  |  |
| Blancs et nuls           | Blancs et nuls          | Blancs et nuls | 540    | 3,95   |    |   |  |  |
| Exprimés                 | Exprimés                | Exprimés       | 13 133 | 96,05  |    |   |  |  |
| * Liste du maire sortant |                         |                |        |        |    |   |  |  |

### Chaville
- Maire sortant : Jean-Jacques Guillet (UMP)
- 33 sièges à pourvoir au conseil municipal (population légale 2011 : 18 852 habitants)
- 8 sièges à pourvoir au conseil communautaire (Métropole du Grand Paris)

|                          | Jean-Jacques Guillet * | UMP-UDI        | 4 053  | 53,49  | 26 | 6 |  |  |
|                          | Thierry Besançon       | DVG            | 1 609  | 21,23  | 3  | 1 |  |  |
|                          | Catherine Lime-Biffe   | PS             | 1 495  | 19,73  | 3  | 1 |  |  |
|                          | Monique Couteaux       | FG             | 420    | 5,54   | 1  |   |  |  |
|                          |                        |                |        |        |    |   |  |  |
| Inscrits                 | Inscrits               | Inscrits       | 12 912 | 100,00 |    |   |  |  |
| Abstentions              | Abstentions            | Abstentions    | 5 055  | 39,15  |    |   |  |  |
| Votants                  | Votants                | Votants        | 7 857  | 60,85  |    |   |  |  |
| Blancs et nuls           | Blancs et nuls         | Blancs et nuls | 280    | 3,56   |    |   |  |  |
| Exprimés                 | Exprimés               | Exprimés       | 7 577  | 96,44  |    |   |  |  |
| * Liste du maire sortant |                        |                |        |        |    |   |  |  |

### Clamart
- Maire sortant : Philippe Kaltenbach (PS)
- 45 sièges à pourvoir au conseil municipal (population légale 2011 : 52 731 habitants)
- 17 sièges à pourvoir au conseil communautaire (Métropole du Grand Paris)

|                | Jean-Didier Berger | UMP-UDI        | 11 652 | 53,76  | 36 | 13 |  |  |
|                | Pierre Ramognino   | PS-PCF         | 7 123  | 32,86  | 7  | 3  |  |  |
|                | Vanessa Jérome     | EELV-FG        | 2 393  | 11,04  | 2  | 1  |  |  |
|                | Sofian Yousaf      | SE             | 504    | 2,32   |    |    |  |  |
|                |                    |                |        |        |    |    |  |  |
| Inscrits       | Inscrits           | Inscrits       | 35 073 | 100,00 |    |    |  |  |
| Abstentions    | Abstentions        | Abstentions    | 12 578 | 35,86  |    |    |  |  |
| Votants        | Votants            | Votants        | 22 495 | 64,14  |    |    |  |  |
| Blancs et nuls | Blancs et nuls     | Blancs et nuls | 823    | 3,66   |    |    |  |  |
| Exprimés       | Exprimés           | Exprimés       | 21 672 | 96,34  |    |    |  |  |

### Clichy
- Maire sortant : Gilles Catoire (PS)
- 45 sièges à pourvoir au conseil municipal (population légale 2011 : 59 458 habitants)

| Tête de liste            | Tête de liste         | Liste          | Premier tour | Premier tour | Second tour | Second tour | Sièges | Sièges |
| Tête de liste            | Tête de liste         | Liste          | Voix         | %            | Voix        | %           | CM     |        |
| ------------------------ | --------------------- | -------------- | ------------ | ------------ | ----------- | ----------- | ------ | ------ |
|                          | Gilles Catoire *      | PS-PCF-EELV    | 4 175        | 25,25        | 5 706       | 32,67       | 30     |        |
|                          | Rémi Muzeau           | UMP            | 3 619        | 21,89        | 5 434       | 31,12       | 7      |        |
|                          | Didier Schuller       | UDI            | 3 426        | 20,72        | 4 323       | 24,75       | 6      |        |
|                          | Mireille Gitton       | DVG            | 1 332        | 8,06         | 4 323       | 24,75       | 6      |        |
|                          | Marie-Claude Fournier | EELV           | 1 883        | 11,39        | 1 998       | 11,44       | 2      |        |
|                          | Rémi Carillon         | FN             | 1 082        | 6,54         |             |             |        |        |
|                          | Jean-Claude Moingt    | DVG            | 670          | 4,05         |             |             |        |        |
|                          | Mireille Lambert      | EXG            | 246          | 1,48         |             |             |        |        |
|                          | Frédéric Le Bellour   | DVG            | 99           | 0,59         |             |             |        |        |
|                          |                       |                |              |              |             |             |        |        |
| Inscrits                 | Inscrits              | Inscrits       | 31 328       | 100,00       | 31 329      | 100,00      |        |        |
| Abstentions              | Abstentions           | Abstentions    | 14 181       | 45,27        | 13 210      | 42,17       |        |        |
| Votants                  | Votants               | Votants        | 17 147       | 54,73        | 18 119      | 57,83       |        |        |
| Blancs et nuls           | Blancs et nuls        | Blancs et nuls | 615          | 3,59         | 658         | 3,63        |        |        |
| Exprimés                 | Exprimés              | Exprimés       | 16 532       | 96,41        | 17 461      | 96,37       |        |        |
| * Liste du maire sortant |                       |                |              |              |             |             |        |        |

### Colombes
- Maire sortant : Philippe Sarre (PS)
- 53 sièges à pourvoir au conseil municipal (population légale 2011 : 85 102 habitants)

| Tête de liste            | Tête de liste    | Liste          | Premier tour | Premier tour | Second tour | Second tour | Sièges | Sièges |
| Tête de liste            | Tête de liste    | Liste          | Voix         | %            | Voix        | %           | CM     |        |
| ------------------------ | ---------------- | -------------- | ------------ | ------------ | ----------- | ----------- | ------ | ------ |
|                          | Philippe Sarre * | PS-PCF-EELV    | 8 616        | 34,59        | 12 990      | 47,63       | 12     |        |
|                          | Nicole Goueta    | UMP            | 8 265        | 33,18        | 14 282      | 52,36       | 41     |        |
|                          | Laurent Trupin   | SE             | 3 829        | 15,37        | 14 282      | 52,36       | 41     |        |
|                          | Samuel Metias    | UDI            | 1 726        | 6,93         | 14 282      | 52,36       | 41     |        |
|                          | Lionnel Rainfray | DVD            | 1 102        | 4,42         |             |             |        |        |
|                          | Adda Bekkouche   | DVG            | 809          | 3,24         |             |             |        |        |
|                          | Philippe Goiset  | LO             | 349          | 1,40         |             |             |        |        |
|                          | Ahmed Abidine    | SE             | 207          | 0,83         |             |             |        |        |
|                          |                  |                |              |              |             |             |        |        |
| Inscrits                 | Inscrits         | Inscrits       | 47 224       | 100,00       | 47 229      | 100,00      |        |        |
| Abstentions              | Abstentions      | Abstentions    | 21 382       | 45,28        | 18 858      | 39,93       |        |        |
| Votants                  | Votants          | Votants        | 25 842       | 54,72        | 28 371      | 60,07       |        |        |
| Blancs et nuls           | Blancs et nuls   | Blancs et nuls | 939          | 3,63         | 1 099       | 3,87        |        |        |
| Exprimés                 | Exprimés         | Exprimés       | 24 903       | 96,37        | 27 272      | 96,13       |        |        |
| * Liste du maire sortant |                  |                |              |              |             |             |        |        |

### Courbevoie
- Maire sortant : Jacques Kossowski (UMP)
- 53 sièges à pourvoir au conseil municipal (population légale 2011 : 88 530 habitants)
- 24 sièges à pourvoir au conseil communautaire (Métropole du Grand Paris)

|                          | Jacques Kossowski * | UMP-UDI        | 14 965 | 55,94  | 42 | 19 |  |  |
|                          | Jean-André Lasserre | PS             | 7 011  | 26,21  | 7  | 3  |  |  |
|                          | Floriane Deniau     | FN             | 1 972  | 7,37   | 2  | 1  |  |  |
|                          | Arach Derambarsh    | DVD            | 1 888  | 7,05   | 2  | 1  |  |  |
|                          | Khalid Ait Hamou    | FG             | 912    | 3,40   |    |    |  |  |
|                          |                     |                |        |        |    |    |  |  |
| Inscrits                 | Inscrits            | Inscrits       | 52 781 | 100,00 |    |    |  |  |
| Abstentions              | Abstentions         | Abstentions    | 24 879 | 47,14  |    |    |  |  |
| Votants                  | Votants             | Votants        | 27 902 | 52,86  |    |    |  |  |
| Blancs et nuls           | Blancs et nuls      | Blancs et nuls | 1 154  | 4,14   |    |    |  |  |
| Exprimés                 | Exprimés            | Exprimés       | 26 748 | 95,86  |    |    |  |  |
| * Liste du maire sortant |                     |                |        |        |    |    |  |  |

### Fontenay-aux-Roses
- Maire sortant : Pascal Buchet (PS)
- 35 sièges à pourvoir au conseil municipal (population légale 2011 : 23 288 habitants)
- 8 sièges à pourvoir au conseil communautaire (Métropole du Grand Paris)

| Tête de liste            | Tête de liste    | Liste          | Premier tour | Premier tour | Second tour | Second tour | Sièges | Sièges |
| Tête de liste            | Tête de liste    | Liste          | Voix         | %            | Voix        | %           | CM     | CC     |
| ------------------------ | ---------------- | -------------- | ------------ | ------------ | ----------- | ----------- | ------ | ------ |
|                          | Pascal Buchet *  | PS-PCF-EELV    | 3 321        | 37,63        | 4 294       | 47,08       | 8      | 2      |
|                          | Laurent Vastel   | UMP-UDI        | 2 217        | 25,12        | 4 826       | 52,91       | 27     | 6      |
|                          | Dominique Lafon  | DVG            | 1 144        | 12,96        | 4 826       | 52,91       | 27     | 6      |
|                          | Michel Faye      | SE             | 1 076        | 12,19        | 4 826       | 52,91       | 27     | 6      |
|                          | Philippe Ribatto | DVD            | 1 066        | 12,08        | 4 826       | 52,91       | 27     | 6      |
|                          |                  |                |              |              |             |             |        |        |
| Inscrits                 | Inscrits         | Inscrits       | 15 629       | 100,00       | 15 629      | 100,00      |        |        |
| Abstentions              | Abstentions      | Abstentions    | 6 540        | 41,85        | 6 182       | 39,55       |        |        |
| Votants                  | Votants          | Votants        | 9 089        | 58,15        | 9 447       | 60,45       |        |        |
| Blancs et nuls           | Blancs et nuls   | Blancs et nuls | 265          | 2,92         | 327         | 3,46        |        |        |
| Exprimés                 | Exprimés         | Exprimés       | 8 824        | 97,08        | 9 120       | 96,54       |        |        |
| * Liste du maire sortant |                  |                |              |              |             |             |        |        |

### Garches
- Maire sortant : Jacques Gautier (UMP)
- 33 sièges à pourvoir au conseil municipal (population légale 2011 : 18 118 habitants)
- 14 sièges à pourvoir au conseil communautaire (Métropole du Grand Paris)

|                          | Jacques Gautier * | UMP            | 5 228  | 82,35  | 31 | 13 |  |  |
|                          | Françoise Guyot   | PS             | 1 120  | 17,64  | 2  | 1  |  |  |
|                          |                   |                |        |        |    |    |  |  |
| Inscrits                 | Inscrits          | Inscrits       | 12 905 | 100,00 |    |    |  |  |
| Abstentions              | Abstentions       | Abstentions    | 6 184  | 47,92  |    |    |  |  |
| Votants                  | Votants           | Votants        | 6 721  | 52,08  |    |    |  |  |
| Blancs et nuls           | Blancs et nuls    | Blancs et nuls | 373    | 5,55   |    |    |  |  |
| Exprimés                 | Exprimés          | Exprimés       | 6 348  | 94,45  |    |    |  |  |
| * Liste du maire sortant |                   |                |        |        |    |    |  |  |

### Gennevilliers
- Maire sortant : Jacques Bourgoin (FG)
- 43 sièges à pourvoir au conseil municipal (population légale 2011 : 41 930 habitants)

|                | Patrice Leclerc           | FG             | 6 250  | 61,43  | 36 |  |  |  |
|                | Nasser Lajili             | DVG            | 1 375  | 13,51  | 3  |  |  |  |
|                | Jacqueline Marichez-Clero | UMP            | 1 362  | 13,38  | 3  |  |  |  |
|                | Brice Nkonda              | UDI            | 634    | 6,23   | 1  |  |  |  |
|                | Taoufik Halem             | EELV           | 325    | 3,19   |    |  |  |  |
|                | Michel Breton             | EXG            | 228    | 2,24   |    |  |  |  |
|                |                           |                |        |        |    |  |  |  |
| Inscrits       | Inscrits                  | Inscrits       | 20 748 | 100,00 |    |  |  |  |
| Abstentions    | Abstentions               | Abstentions    | 10 062 | 48,50  |    |  |  |  |
| Votants        | Votants                   | Votants        | 10 686 | 51,50  |    |  |  |  |
| Blancs et nuls | Blancs et nuls            | Blancs et nuls | 512    | 4,79   |    |  |  |  |
| Exprimés       | Exprimés                  | Exprimés       | 10 174 | 95,21  |    |  |  |  |

### Issy-les-Moulineaux
- Maire sortant : André Santini (UDI)
- 49 sièges à pourvoir au conseil municipal (population légale 2011 : 65 326 habitants)
- 15 sièges à pourvoir au conseil communautaire (Métropole du Grand Paris)

|                          | André Santini *    | UMP-UDI-MoDem  | 16 037 | 67,03  | 42 | 14 |  |  |
|                          | Thomas Puijalon    | PS-MEI-DVC-SE  | 4 866  | 20,34  | 5  | 1  |  |  |
|                          | Lysiane Alezard    | FG-EÉLV-DVG    | 1 735  | 7,25   | 1  |    |  |  |
|                          | Anne-Laure Maleyre | FN             | 1 285  | 5,37   | 1  |    |  |  |
|                          |                    |                |        |        |    |    |  |  |
| Inscrits                 | Inscrits           | Inscrits       | 43 897 | 100,00 |    |    |  |  |
| Abstentions              | Abstentions        | Abstentions    | 19 125 | 43,57  |    |    |  |  |
| Votants                  | Votants            | Votants        | 24 772 | 56,43  |    |    |  |  |
| Blancs et nuls           | Blancs et nuls     | Blancs et nuls | 849    | 3,43   |    |    |  |  |
| Exprimés                 | Exprimés           | Exprimés       | 23 923 | 96,57  |    |    |  |  |
| * Liste du maire sortant |                    |                |        |        |    |    |  |  |

### La Garenne-Colombes
- Maire sortant : Philippe Juvin (UMP)
- 35 sièges à pourvoir au conseil municipal (population légale 2011 : 28 297 habitants)

|                          | Philippe Juvin *  | UMP            | 7 314  | 71,36  | 30 |  |  |  |
|                          | Christophe Conway | SE             | 1 198  | 11,68  | 2  |  |  |  |
|                          | Nordine Ranji     | PS             | 1 155  | 11,26  | 2  |  |  |  |
|                          | Adélaïde Naturel  | FG             | 582    | 5,67   | 1  |  |  |  |
|                          |                   |                |        |        |    |  |  |  |
| Inscrits                 | Inscrits          | Inscrits       | 18 142 | 100,00 |    |  |  |  |
| Abstentions              | Abstentions       | Abstentions    | 7 613  | 41,96  |    |  |  |  |
| Votants                  | Votants           | Votants        | 10 529 | 58,04  |    |  |  |  |
| Blancs et nuls           | Blancs et nuls    | Blancs et nuls | 280    | 2,66   |    |  |  |  |
| Exprimés                 | Exprimés          | Exprimés       | 10 249 | 97,34  |    |  |  |  |
| * Liste du maire sortant |                   |                |        |        |    |  |  |  |

### Le Plessis-Robinson
- Maire sortant : Philippe Pemezec (UMP)
- 35 sièges à pourvoir au conseil municipal (population légale 2011 : 28 113 habitants)
- 7 sièges à pourvoir au conseil communautaire (Métropole du Grand Paris)

|                          | Philippe Pemezec *  | UMP-UDI        | 9 643  | 77,02  | 31 | 7 |  |  |
|                          | Jean-François Papot | PS-PCF-EELV    | 2 876  | 22,97  | 4  |   |  |  |
|                          |                     |                |        |        |    |   |  |  |
| Inscrits                 | Inscrits            | Inscrits       | 19 383 | 100,00 |    |   |  |  |
| Abstentions              | Abstentions         | Abstentions    | 6 475  | 33,41  |    |   |  |  |
| Votants                  | Votants             | Votants        | 12 908 | 66,59  |    |   |  |  |
| Blancs et nuls           | Blancs et nuls      | Blancs et nuls | 389    | 3,01   |    |   |  |  |
| Exprimés                 | Exprimés            | Exprimés       | 12 519 | 96,99  |    |   |  |  |
| * Liste du maire sortant |                     |                |        |        |    |   |  |  |

### Levallois-Perret
- Maire sortant : Patrick Balkany (UMP)
- 49 sièges à pourvoir au conseil municipal (population légale 2011 : 64 629 habitants)

|                          | Patrick Balkany *  | UMP-UDI        | 13 226 | 51,56  | 38 |  |  |  |
|                          | Arnaud de Courson  | DVD            | 8 301  | 32,36  | 8  |  |  |  |
|                          | Anne-Eugénie Faure | PS-EELV        | 3 421  | 13,33  | 3  |  |  |  |
|                          | Annie Mandois      | PCF            | 700    | 2,72   |    |  |  |  |
|                          |                    |                |        |        |    |  |  |  |
| Inscrits                 | Inscrits           | Inscrits       | 41 711 | 100,00 |    |  |  |  |
| Abstentions              | Abstentions        | Abstentions    | 15 265 | 36,60  |    |  |  |  |
| Votants                  | Votants            | Votants        | 26 446 | 63,40  |    |  |  |  |
| Blancs et nuls           | Blancs et nuls     | Blancs et nuls | 798    | 3,02   |    |  |  |  |
| Exprimés                 | Exprimés           | Exprimés       | 25 648 | 96,98  |    |  |  |  |
| * Liste du maire sortant |                    |                |        |        |    |  |  |  |

### Malakoff
- Maire sortant : Catherine Margaté (FG)
- 39 sièges à pourvoir au conseil municipal (population légale 2011 : 30 768 habitants)
- 10 sièges à pourvoir au conseil communautaire (Métropole du Grand Paris)

|                          | Catherine Margaté * | PCF-PS-EELV    | 6 227  | 68,14  | 35 | 9 |  |  |
|                          | Emmanuelle Jannès   | DVG            | 1 653  | 18,08  | 3  | 1 |  |  |
|                          | Stéphane Tauthui    | DVD            | 799    | 8,74   | 1  | 0 |  |  |
|                          | Joël Brossat        | LO             | 294    | 3,21   |    |   |  |  |
| Denis Lemoine            | POI                 | 165            | 1,80   |        |    |   |  |  |
|                          |                     |                |        |        |    |   |  |  |
| Inscrits                 | Inscrits            | Inscrits       | 19 479 | 100,00 |    |   |  |  |
| Abstentions              | Abstentions         | Abstentions    | 9 411  | 48,31  |    |   |  |  |
| Votants                  | Votants             | Votants        | 10 068 | 51,69  |    |   |  |  |
| Blancs et nuls           | Blancs et nuls      | Blancs et nuls | 930    | 9,24   |    |   |  |  |
| Exprimés                 | Exprimés            | Exprimés       | 9 138  | 90,76  |    |   |  |  |
| * Liste du maire sortant |                     |                |        |        |    |   |  |  |

### Marnes-la-Coquette
- Maire sortant : Christiane Barody-Weiss (UMP)
- 19 sièges à pourvoir au conseil municipal (population légale 2011 : 1 659 habitants)
- 2 sièges à pourvoir au conseil communautaire (Métropole du Grand Paris)

|                          | Christiane Barody-Weiss * | DVD            | 642   | 100,00 | 19 | 2 |  |  |
|                          |                           |                |       |        |    |   |  |  |
| Inscrits                 | Inscrits                  | Inscrits       | 1 174 | 100,00 |    |   |  |  |
| Abstentions              | Abstentions               | Abstentions    | 468   | 39,86  |    |   |  |  |
| Votants                  | Votants                   | Votants        | 706   | 60,14  |    |   |  |  |
| Blancs et nuls           | Blancs et nuls            | Blancs et nuls | 64    | 9,07   |    |   |  |  |
| Exprimés                 | Exprimés                  | Exprimés       | 642   | 90,93  |    |   |  |  |
| * Liste du maire sortant |                           |                |       |        |    |   |  |  |

### Meudon
- Maire sortant : Hervé Marseille (UDI)
- 43 sièges à pourvoir au conseil municipal (population légale 2011 : 45 010 habitants)
- 13 sièges à pourvoir au conseil communautaire (Métropole du Grand Paris)

|                          | Hervé Marseille *       | UMP-UDI        | 9 743  | 55,84  | 36 | 12 |  |  |
|                          | Marc Mossé              | PS             | 3 119  | 17,87  | 4  | 1  |  |  |
|                          | Romain Chetaille        | DVD            | 1 720  | 9,85   | 2  |    |  |  |
|                          | Loïc Le Naour           | EELV           | 1 157  | 6,63   | 1  |    |  |  |
|                          | Nadia Mordelet-Carriere | MoDem          | 863    | 4,94   |    |    |  |  |
|                          | Bernard Jasserand       | FG             | 846    | 4,84   |    |    |  |  |
|                          |                         |                |        |        |    |    |  |  |
| Inscrits                 | Inscrits                | Inscrits       | 31 881 | 100,00 |    |    |  |  |
| Abstentions              | Abstentions             | Abstentions    | 13 949 | 43,75  |    |    |  |  |
| Votants                  | Votants                 | Votants        | 17 932 | 56,25  |    |    |  |  |
| Blancs et nuls           | Blancs et nuls          | Blancs et nuls | 484    | 2,70   |    |    |  |  |
| Exprimés                 | Exprimés                | Exprimés       | 17 448 | 97,30  |    |    |  |  |
| * Liste du maire sortant |                         |                |        |        |    |    |  |  |

### Montrouge
- Maire sortant : Jean-Loup Metton (UDI)
- 43 sièges à pourvoir au conseil municipal (population légale 2011 : 48 710 habitants)
- 6 sièges à pourvoir au conseil communautaire (communauté de communes de Châtillon-Montrouge)

|                          | Jean-Loup Metton *  | UMP-UDI        | 9 700  | 61,65  | 36 | 5 |  |  |
|                          | Joaquim Timoteo     | PS-PCF-EELV    | 4 553  | 28,93  | 6  | 1 |  |  |
|                          | Boris Gillet        | SE             | 1 096  | 6,96   | 1  |   |  |  |
|                          | Jean-Luc Le Dévéhat | EXG            | 384    | 2,44   |    |   |  |  |
|                          |                     |                |        |        |    |   |  |  |
| Inscrits                 | Inscrits            | Inscrits       | 28 239 | 100,00 |    |   |  |  |
| Abstentions              | Abstentions         | Abstentions    | 12 054 | 42,69  |    |   |  |  |
| Votants                  | Votants             | Votants        | 16 185 | 57,31  |    |   |  |  |
| Blancs et nuls           | Blancs et nuls      | Blancs et nuls | 452    | 2,79   |    |   |  |  |
| Exprimés                 | Exprimés            | Exprimés       | 15 733 | 97,21  |    |   |  |  |
| * Liste du maire sortant |                     |                |        |        |    |   |  |  |

### Nanterre
- Maire sortant : Patrick Jarry (FG)
- 53 sièges à pourvoir au conseil municipal (population légale 2011 : 89 476 habitants)
- 24 sièges à pourvoir au conseil communautaire (Métropole du Grand Paris)

|                          | Patrick Jarry * | FG-PS-EELV     | 11 525 | 53,84  | 42 | 19 |  |  |
|                          | Camille Bedin   | UMP-UDI        | 5 856  | 27,36  | 8  | 4  |  |  |
|                          | Pierre Creuzet  | UDI-MoDem      | 2 630  | 12,28  | 3  | 1  |  |  |
|                          | Yann Le Merrer  | NPA            | 593    | 2,77   |    |    |  |  |
| Maryse Ramambason        | POI             | 447            | 2,08   |        |    |    |  |  |
| Laurent Strumanne        | LO              | 352            | 1,64   |        |    |    |  |  |
|                          |                 |                |        |        |    |    |  |  |
| Inscrits                 | Inscrits        | Inscrits       | 45 724 | 100,00 |    |    |  |  |
| Abstentions              | Abstentions     | Abstentions    | 23 299 | 50,96  |    |    |  |  |
| Votants                  | Votants         | Votants        | 22 425 | 49,04  |    |    |  |  |
| Blancs et nuls           | Blancs et nuls  | Blancs et nuls | 1 022  | 4,56   |    |    |  |  |
| Exprimés                 | Exprimés        | Exprimés       | 21 403 | 95,44  |    |    |  |  |
| * Liste du maire sortant |                 |                |        |        |    |    |  |  |

### Neuilly-sur-Seine
- Maire sortant : Jean-Christophe Fromantin (UDI)
- 49 sièges à pourvoir au conseil municipal (population légale 2011 : 61 797 habitants)

|                          | Jean-Christophe Fromantin * | DVD            | 13 536 | 66,54  | 42 |  |  |  |
|                          | Bernard Lepidi              | DVD            | 3 685  | 18,11  | 4  |  |  |  |
|                          | Franck Keller               | DVD            | 1 630  | 8,01   | 2  |  |  |  |
|                          | Marie Brannens              | PS-PCF-EELV    | 1 490  | 7,32   | 1  |  |  |  |
|                          |                             |                |        |        |    |  |  |  |
| Inscrits                 | Inscrits                    | Inscrits       | 38 574 | 100,00 |    |  |  |  |
| Abstentions              | Abstentions                 | Abstentions    | 17 814 | 46,18  |    |  |  |  |
| Votants                  | Votants                     | Votants        | 20 760 | 53,82  |    |  |  |  |
| Blancs et nuls           | Blancs et nuls              | Blancs et nuls | 419    | 2,02   |    |  |  |  |
| Exprimés                 | Exprimés                    | Exprimés       | 20 341 | 97,98  |    |  |  |  |
| * Liste du maire sortant |                             |                |        |        |    |  |  |  |

### Puteaux
- Maire sortant : Joëlle Ceccaldi-Raynaud (UMP)
- 43 sièges à pourvoir au conseil municipal (population légale 2011 : 44 683 habitants)
- 24 sièges à pourvoir au conseil communautaire (Métropole du Grand Paris)

|                          | Joëlle Ceccaldi-Raynaud * | UMP-UDI                | 10 729 | 55,92  | 34 | 20 |  |  |
|                          | Christophe Grebert        | MoDem soutenu par EELV | 2 995  | 15,61  | 3  | 2  |  |  |
|                          | Sylvie Cancelloni         | DVD                    | 2 648  | 13,80  | 3  | 1  |  |  |
|                          | Stéphane Vazia            | PS                     | 1 669  | 8,70   | 2  | 1  |  |  |
|                          | Gérard Brazon             | FN                     | 1 142  | 5,95   | 1  |    |  |  |
|                          |                           |                        |        |        |    |    |  |  |
| Inscrits                 | Inscrits                  | Inscrits               | 30 686 | 100,00 |    |    |  |  |
| Abstentions              | Abstentions               | Abstentions            | 10 988 | 35,81  |    |    |  |  |
| Votants                  | Votants                   | Votants                | 19 698 | 64,19  |    |    |  |  |
| Blancs et nuls           | Blancs et nuls            | Blancs et nuls         | 515    | 2,61   |    |    |  |  |
| Exprimés                 | Exprimés                  | Exprimés               | 19 183 | 97,39  |    |    |  |  |
| * Liste du maire sortant |                           |                        |        |        |    |    |  |  |

### Rueil-Malmaison
- Maire sortant : Patrick Ollier (UMP)
- 49 sièges à pourvoir au conseil municipal (population légale 2011 : 79 855 habitants)
- 23 sièges à pourvoir au conseil communautaire (Métropole du Grand Paris)

|                          | Patrick Ollier *   | UMP-UDI        | 16 473 | 56,57  | 41 | 20 |  |  |
|                          | François Jeanmaire | DVD            | 5 005  | 17,18  | 4  | 2  |  |  |
|                          | Bertrand Rocheron  | PS             | 3 981  | 13,67  | 3  | 1  |  |  |
|                          | Vincent Poizat     | EELV           | 1 701  | 5,84   | 1  |    |  |  |
|                          | Dominique Richer   | FG             | 1 258  | 4,32   |    |    |  |  |
|                          | Grégory Berthault  | MCPA           | 700    | 2,40   |    |    |  |  |
|                          |                    |                |        |        |    |    |  |  |
| Inscrits                 | Inscrits           | Inscrits       | 55 169 | 100,00 |    |    |  |  |
| Abstentions              | Abstentions        | Abstentions    | 25 153 | 45,59  |    |    |  |  |
| Votants                  | Votants            | Votants        | 30 016 | 54,41  |    |    |  |  |
| Blancs et nuls           | Blancs et nuls     | Blancs et nuls | 898    | 2,99   |    |    |  |  |
| Exprimés                 | Exprimés           | Exprimés       | 29 118 | 97,01  |    |    |  |  |
| * Liste du maire sortant |                    |                |        |        |    |    |  |  |

### Saint-Cloud
- Maire sortant : Éric Berdoati (UMP)
- 35 sièges à pourvoir au conseil municipal (population légale 2011 : 29 194 habitants)
- 20 sièges à pourvoir au conseil communautaire (Métropole du Grand Paris)

| Tête de liste            | Tête de liste        | Liste          | Premier tour | Premier tour | Second tour | Second tour | Sièges | Sièges |
| Tête de liste            | Tête de liste        | Liste          | Voix         | %            | Voix        | %           | CM     | CC     |
| ------------------------ | -------------------- | -------------- | ------------ | ------------ | ----------- | ----------- | ------ | ------ |
|                          | Éric Berdoati *      | UMP-UDI        | 4 724        | 42,81        | 4 823       | 45,26       | 26     | 15     |
|                          | Aymeric Lhermitte    | DVD            | 2 386        | 21,62        | 2 881       | 27,04       | 5      | 3      |
|                          | Pierre Cazeneuve     | AE             | 1 586        | 14,37        | 1 641       | 15,40       | 2      | 1      |
|                          | Xavier Brunschvicg   | PS             | 1 400        | 12,68        | 1 309       | 12,28       | 2      | 1      |
|                          | Guillaume L'Huillier | FN             | 937          | 8,49         |             |             |        |        |
|                          |                      |                |              |              |             |             |        |        |
| Inscrits                 | Inscrits             | Inscrits       | 20 314       | 100,00       | 20 314      | 100,00      |        |        |
| Abstentions              | Abstentions          | Abstentions    | 9 097        | 44,78        | 9 486       | 46,70       |        |        |
| Votants                  | Votants              | Votants        | 11 217       | 55,22        | 10 828      | 53,30       |        |        |
| Blancs et nuls           | Blancs et nuls       | Blancs et nuls | 184          | 1,64         | 174         | 1,61        |        |        |
| Exprimés                 | Exprimés             | Exprimés       | 11 033       | 98,36        | 10 654      | 98,39       |        |        |
| * Liste du maire sortant |                      |                |              |              |             |             |        |        |

### Sceaux
- Maire sortant : Philippe Laurent (UDI)
- 33 sièges à pourvoir au conseil municipal (population légale 2011 : 19 930 habitants)
- 6 sièges à pourvoir au conseil communautaire (Métropole du Grand Paris)

| Tête de liste            | Tête de liste       | Liste          | Premier tour | Premier tour | Second tour | Second tour | Sièges | Sièges |
| Tête de liste            | Tête de liste       | Liste          | Voix         | %            | Voix        | %           | CM     | CC     |
| ------------------------ | ------------------- | -------------- | ------------ | ------------ | ----------- | ----------- | ------ | ------ |
|                          | Philippe Laurent *  | UDI-UMP-DVD    | 4 226        | 49,12        | 4 455       | 53,49       | 26     | 5      |
|                          | Benjamin Lanier     | PS-PCF-EELV    | 1 620        | 18,83        | 1 687       | 20,25       | 3      | 1      |
|                          | Jean-Jacques Campan | SE             | 1 505        | 17,49        | 1 428       | 17,14       | 3      |        |
|                          | Christian Lancrenon | DVD            | 1 251        | 14,54        | 758         | 9,10        | 1      |        |
|                          |                     |                |              |              |             |             |        |        |
| Inscrits                 | Inscrits            | Inscrits       | 15 097       | 100,00       | 15 097      | 100,00      |        |        |
| Abstentions              | Abstentions         | Abstentions    | 6 260        | 41,47        | 6 578       | 43,57       |        |        |
| Votants                  | Votants             | Votants        | 8 837        | 58,53        | 8 519       | 56,43       |        |        |
| Blancs et nuls           | Blancs et nuls      | Blancs et nuls | 235          | 2,66         | 191         | 2,24        |        |        |
| Exprimés                 | Exprimés            | Exprimés       | 8 602        | 97,34        | 8 328       | 97,76       |        |        |
| * Liste du maire sortant |                     |                |              |              |             |             |        |        |

### Sèvres
- Maire sortant : François Kosciusko-Morizet (UMP)
- 35 sièges à pourvoir au conseil municipal (population légale 2011 : 23 278 habitants)
- 9 sièges à pourvoir au conseil communautaire (Métropole du Grand Paris)

| Tête de liste  | Tête de liste           | Liste          | Premier tour | Premier tour | Second tour | Second tour | Sièges | Sièges |
| Tête de liste  | Tête de liste           | Liste          | Voix         | %            | Voix        | %           | CM     | CC     |
| -------------- | ----------------------- | -------------- | ------------ | ------------ | ----------- | ----------- | ------ | ------ |
|                | Laurence Roux-Fouillet  | UMP-UDI        | 3 017        | 35,67        | 3 277       | 37,45       | 6      | 1      |
|                | Grégoire de La Roncière | DVD            | 2 688        | 31,78        | 3 279       | 37,47       | 25     | 7      |
|                | Frédéric Durdux         | PS             | 1 542        | 18,23        | 2 193       | 25,06       | 4      | 1      |
|                | Catherine Candelier     | EELV           | 807          | 9,54         | 2 193       | 25,06       | 4      | 1      |
|                | Gilles Chobert          | FG             | 404          | 4,77         |             |             |        |        |
|                |                         |                |              |              |             |             |        |        |
| Inscrits       | Inscrits                | Inscrits       | 15 208       | 100,00       | 15 208      | 100,00      |        |        |
| Abstentions    | Abstentions             | Abstentions    | 6 463        | 42,50        | 6 201       | 40,77       |        |        |
| Votants        | Votants                 | Votants        | 8 745        | 57,50        | 9 007       | 59,23       |        |        |
| Blancs et nuls | Blancs et nuls          | Blancs et nuls | 287          | 3,28         | 258         | 2,86        |        |        |
| Exprimés       | Exprimés                | Exprimés       | 8 458        | 96,72        | 8 749       | 97,14       |        |        |

### Suresnes
- Maire sortant : Christian Dupuy (UMP)
- 43 sièges à pourvoir au conseil municipal (population légale 2011 : 46 876 habitants)
- 17 sièges à pourvoir au conseil communautaire (Métropole du Grand Paris)

|                          | Christian Dupuy * | UMP-UDI        | 8 392  | 56,02  | 35 | 14 |  |  |
|                          | Xavier Iacovelli  | PS-PCF-EELV    | 4 463  | 29,79  | 6  | 2  |  |  |
|                          | Laurent Salles    | FN             | 1 562  | 10,42  | 2  | 1  |  |  |
|                          | Valéry Barny      | SE             | 563    | 3,75   |    |    |  |  |
|                          |                   |                |        |        |    |    |  |  |
| Inscrits                 | Inscrits          | Inscrits       | 27 726 | 100,00 |    |    |  |  |
| Abstentions              | Abstentions       | Abstentions    | 11 817 | 42,62  |    |    |  |  |
| Votants                  | Votants           | Votants        | 15 909 | 57,38  |    |    |  |  |
| Blancs et nuls           | Blancs et nuls    | Blancs et nuls | 929    | 5,84   |    |    |  |  |
| Exprimés                 | Exprimés          | Exprimés       | 14 980 | 94,16  |    |    |  |  |
| * Liste du maire sortant |                   |                |        |        |    |    |  |  |

### Vanves
- Maire sortant : Bernard Gauducheau (UDI)
- 35 sièges à pourvoir au conseil municipal (population légale 2011 : 27 022 habitants)
- 9 sièges à pourvoir au conseil communautaire (Métropole du Grand Paris)

|                          | Bernard Gauducheau * | UMP-UDI        | 6 549  | 61,06  | 29 | 8 |  |  |
|                          | Antonio Dos Santos   | PS             | 2 538  | 23,66  | 4  | 1 |  |  |
|                          | Lucile Schmid        | EELV           | 1 045  | 9,74   | 1  |   |  |  |
|                          | Boris Amoroz         | FG             | 592    | 5,52   | 1  |   |  |  |
|                          |                      |                |        |        |    |   |  |  |
| Inscrits                 | Inscrits             | Inscrits       | 18 424 | 100,00 |    |   |  |  |
| Abstentions              | Abstentions          | Abstentions    | 7 359  | 39,94  |    |   |  |  |
| Votants                  | Votants              | Votants        | 11 065 | 60,06  |    |   |  |  |
| Blancs et nuls           | Blancs et nuls       | Blancs et nuls | 341    | 3,08   |    |   |  |  |
| Exprimés                 | Exprimés             | Exprimés       | 10 724 | 96,92  |    |   |  |  |
| * Liste du maire sortant |                      |                |        |        |    |   |  |  |

### Vaucresson
- Maire sortant : Virginie Michel-Paulsen (UMP)
- 29 sièges à pourvoir au conseil municipal (population légale 2011 : 8 612 habitants)
- 6 sièges à pourvoir au conseil communautaire (Métropole du Grand Paris)

|                          | Virginie Michel-Paulsen * | DVD            | 1 975 | 56,54  | 23 | 5 |  |  |
|                          | Bertrand Bruneau          | DVD            | 1 047 | 29,97  | 4  | 1 |  |  |
|                          | Romain Carayol            | DVG            | 471   | 13,48  | 2  |   |  |  |
|                          |                           |                |       |        |    |   |  |  |
| Inscrits                 | Inscrits                  | Inscrits       | 6 265 | 100,00 |    |   |  |  |
| Abstentions              | Abstentions               | Abstentions    | 2 626 | 41,92  |    |   |  |  |
| Votants                  | Votants                   | Votants        | 3 639 | 58,08  |    |   |  |  |
| Blancs et nuls           | Blancs et nuls            | Blancs et nuls | 146   | 4,01   |    |   |  |  |
| Exprimés                 | Exprimés                  | Exprimés       | 3 493 | 95,99  |    |   |  |  |
| * Liste du maire sortant |                           |                |       |        |    |   |  |  |

### Ville-d'Avray
- Maire sortant : Denis Badré (MoDem)
- 33 sièges à pourvoir au conseil municipal (population légale 2011 : 10 733 habitants)
- 6 sièges à pourvoir au conseil communautaire (Métropole du Grand Paris)

|                          | Denis Badré *    | MoDem          | 3 075 | 76,75  | 30 | 6 |  |  |
|                          | Alexis Girszonas | PS-PCF-EELV    | 931   | 23,24  | 3  |   |  |  |
|                          |                  |                |       |        |    |   |  |  |
| Inscrits                 | Inscrits         | Inscrits       | 7 496 | 100,00 |    |   |  |  |
| Abstentions              | Abstentions      | Abstentions    | 3 083 | 41,13  |    |   |  |  |
| Votants                  | Votants          | Votants        | 4 413 | 58,87  |    |   |  |  |
| Blancs et nuls           | Blancs et nuls   | Blancs et nuls | 407   | 9,22   |    |   |  |  |
| Exprimés                 | Exprimés         | Exprimés       | 4 006 | 90,78  |    |   |  |  |
| * Liste du maire sortant |                  |                |       |        |    |   |  |  |

### Villeneuve-la-Garenne
- Maire sortant : Alain-Bernard Boulanger (UMP)
- 35 sièges à pourvoir au conseil municipal (population légale 2011 : 25 644 habitants)

|                          | Alain-Bernard Boulanger * | UMP            | 3 225  | 56,10  | 28 |  |  |  |
|                          | William Leday             | PS-PCF-EELV    | 976    | 16,97  | 3  |  |  |  |
|                          | Gabriel Massou            | FG             | 682    | 11,86  | 2  |  |  |  |
|                          | Karim Yahiaoui            | MoDem          | 476    | 8,28   | 1  |  |  |  |
|                          | Tommy Anou                | SE             | 389    | 6,76   | 1  |  |  |  |
|                          |                           |                |        |        |    |  |  |  |
| Inscrits                 | Inscrits                  | Inscrits       | 12 633 | 100,00 |    |  |  |  |
| Abstentions              | Abstentions               | Abstentions    | 6 570  | 52,01  |    |  |  |  |
| Votants                  | Votants                   | Votants        | 6 063  | 47,99  |    |  |  |  |
| Blancs et nuls           | Blancs et nuls            | Blancs et nuls | 315    | 5,20   |    |  |  |  |
| Exprimés                 | Exprimés                  | Exprimés       | 5 748  | 94,80  |    |  |  |  |
| * Liste du maire sortant |                           |                |        |        |    |  |  |  |